# Тлебзу, Аслан Нурдинович
Аслан Нурдинович Тлебзу (адыг. и кабард.-черк. ЛӀыбзэу Аслъэн; 24 февраля 1981, аул Джиджихабль, Теучежский район, Адыгейская автономная область, Краснодарский край, РСФСР, СССР) — адыгейский композитор, продюсер. Автор музыки и песен на русском и адыгейском языках. Заслуженный артист республики Адыгея и Карачаево-Черкесия.

## Биография
Родился в ауле Джиджихабль, Теучежский район, Адыгейская автономная область, Краснодарский край, РСФСР, СССР. Окончил музыкальную школу. Выпускник факультета музыки и музыкального образования Адыгейского государственного университета.
В 2004 году написал музыку к песне «Чёрные глаза», которая в 2005 стала абсолютным хитом. Эта песня исполнялась Айдамиром Мугу.